# Partido Independentista Puertorriqueño
De Puerto Ricaanse Onafhankelijkheidspartij (Spaans: Partido Independentista Puertorriqueño - Engels: Puerto Rican Independence Party - afgekort PIP) is een politieke partij op Puerto Rico, die ervoor pleit dat Puerto Rico onafhankelijk wordt van de Verenigde Staten. Met 1 zetel in de Senaat en eveneens 1 zetel in het Huis van Afgevaardigden is het een van de kleinste partijen in het parlement. Tevens is het de op een na oudste van alle geregistreerde partijen in Puerto Rico.

## Geschiedenis
De partij begon als de verkozen vleugel van de Puerto Ricaanse pro-onafhankelijkheidsbeweging. Het is de grootste van de onafhankelijkheidspartijen, en de enige die momenteel verkiesbaar is.
De partij werd opgericht op 20 oktober 1946 door Gilberto Concepción de Gracia (die in 1968 overleed). Hij deed dit omdat hij vond dat de onafhankelijkheidsbeweging was verraden door de Partido Popular Democrático, wiens doel oorspronkelijk ook onafhankelijkheid was.
In de jaren 70 van de 20e eeuw leidde de nieuw verkozen PIP-gouverneurskandidaat Rubén Berríos een protest tegen de U.S. Navy in Culebra. Destijds werd hij hiervoor schuldig bevonden aan binnendringen op verboden terrein, en drie maanden opgesloten.
In 1999 raakten PIP-leiders, vooral Rubén Berríos, betrokken bij de Navy-Vieques protesten die begonnen werden door vele burgers van Vieques. Deze protesten waren gericht tegen de aanwezigheid van het Amerikaanse leger.
Tijdens de gouverneursverkiezingen van 2004 behaalde de PIP maar 2,4% van de stemmen en dreigde de partij erkenning te verliezen als officiële partij. Dankzij een grote handtekeningenactie kon dit worden voorkomen. Bij de parlementsverkiezingen van 2020 behaalde de partij voor de Senaat en het Huis van Afgevaardigden respectievelijk 9,8% en 9,7% van de stemmen.

## Partijsymbool
Het symbool van de PIP is een groene vlag met een wit kruis. Daarom staat de partij ook wel bekend als de “groene partij”, zowel bij het publiek als bij de verkiezingen. De kleur groen staat volgens de PIP voor de hoop op vrijheid, en het witte kruis voor het offer dat daarvoor moet worden gebracht.

## Belangrijke partijleiders
- Rubén Berríos, Esq. - voorzitter, voorheen senator en erepresident van de Socialistische Internationale (SI)
- Manuel Rodríguez Orellana, Esq. – secretaris van relaties met Noord-Amerika.
- Fernando Martín, Esq. – uitvoerend voorzitter. Voormalig senator.
- María De Lourdes Santiago, Esq. - vicepresident en senator.
- Juan Dalmau Ramírez, Esq. - secretaris-generaal & verkiezingscommissaris.
- Prof. Edwin Irizarry Mora, Ph.D. – secretaris van Economische zaken.
- Roberto Iván Aponte – secretaris van Municipal Organization
- Dr. Luis Roberto Piñero – voorzitter van de Pro-Independence Advocates' Campaign.
- Victor García San Inocencio, Esq. – PIP-vertegenwoordiger in het koloniale huis van afgevaardigden in Puerto Rico.
- Jorge Fernandez Porto, M.S., adviseur van milieuzaken, wetenschap en publieke politieke zaken.
- Jessica Martínez, Esq. – lid van de Pro-Independence Advocates' Campaign.
- Dr. Gilberto Concepción de Gracia – oprichtend voorzitter.